# 日本バプテスト連盟市川八幡キリスト教会
日本バプテスト連盟市川八幡キリスト教会（にほんばぷてすとれんめいいちかわやわたきりすときょうかい）は、千葉県市川市八幡にある日本バプテスト連盟のキリスト教会である。信者数45名、主任牧師、協力牧師、派遣牧師などがいる。

## 所在地
- 千葉県市川市八幡2-1-10
- 総武本線・都営地下鉄新宿線本八幡駅、京成本線京成八幡駅からそれぞれ徒歩7分